# Eleonora Maria Rosalia von Liechtenstein
Eleonora Maria Rosalia von Liechtenstein (* 15. Mai 1647 in Wien; † 4. August 1703 in Graz) war eine österreichische Verfasserin eines Hausmittel-Rezeptbuchs und durch Heirat Fürstin von Eggenberg. Sie war ein Mitglied des Hauses Liechtenstein.

## Leben
Eleonora Maria Rosalia war die älteste Tochter des Fürsten Karl Eusebius von Liechtenstein (1611–1684) und dessen Gemahlin Johanna Beatrix, geborene Gräfin von Dietrichstein († 1676). Am 4. Juli 1666 heiratete sie in Brünn Fürst Johann Seyfried von Eggenberg (1644–1713), Sohn des Fürsten Johann Anton I. von Eggenberg (1610–1649) und dessen Gemahlin Anna Maria, geborene Markgräfin zu Brandenburg (1609–1680). Aus der Ehe gingen mehrere Kinder hervor, darunter der erste Sohn und Nachfolger seines Vaters, Johann Anton II. von Eggenberg (1669–1716). Das Ehepaar lebte vornehmlich auf Schloss Eggenberg bei Graz.
Sie engagierte sich besonders in der Krankenpflege, befasste sich mit Arzneimitteln und sammelte heilkundliche Rezepturen. Zur Behandlung von ihr beschriebener Krankheiten schlug sie diätetische Maßnahmen vor, zu denen sie auch Kochrezepte verfasste. Ihr Wissen, das Heil- und Kochkunst als eng zusammenhängend betrachtete, publizierte sie im Jahr 1686 und 1695.
Am 4. August 1703 starb sie in Graz. Ihr Leichnam wurde in der Familiengruft der Grazer Mariahilferkirche bestattet.

## Freywillig auffgesprungener Granat-Apffel deß Christlichen Samaritans
Unter dem Namen Eleonora Maria Rosalia, Herzogin von Troppau und Jägerndorf erschien in Wien, gedruckt durch den Druckermeister Leopold Voigt, erstmals 1695 ein Werk mit volksmedizinischen Arzneirezepten, Hausmitteln und Diätvorschriften, das den Titel Freywillig auffgesprungener Granat-Apffel deß Christlichen Samariters trug. Diese Sammlung, beruhend auf einem bereits 1686 anonym herausgegebenen Koch- und Artzney-Buch, war sehr erfolgreich und wurde darum mehrfach neu aufgelegt und dabei weiter überarbeitet; 1741 erschien bereits die 12. Auflage in Wien. Auch Nachdrucke aus anderen Städten sind bekannt. In dem Werk waren über 1700 Rezepte enthalten; ein Zusatzbuch in der vierten Auflage enthielt zudem 500 Kochrezepte. Bei dem Verleger Thomas Fritsch in Leipzig erschien 1713 außerdem ein vorgeblicher „Zweiter Teil“ des Granatapfels, verfasst jedoch von dem dort praktizierenden Arzt Georg Adam Seelig und wurde ebenfalls mehrfach aufgelegt. 1978 wurde der „Granat-Apffel“ als Faksimile nachgedruckt.
Freywillig aufgesprungener Granat-Apffel des Christlichen Samariters gehört zu den frühen gedruckten Grazer Kochbüchern, die in digitalisierter Form auf der Kochbuchplattform der Universität Graz dargeboten werden, ergänzt durch Register, Transkriptionen und Glossare der steirischen und österreichischen Küchensprache.

## Wirkung und Verbreitung
Mit über zwanzig dokumentierten Auflagen zwischen 1695 und 1752 zählt der Freywillig auffgesprungene Granat-Apffel zu den erfolgreichsten populärmedizinischen Sachbüchern des deutschsprachigen Raums im 18. Jahrhundert. Die Auflagen erschienen nicht nur in Wien, sondern auch in Graz, Leipzig und Nürnberg. Der günstige Preis – eine Ausgabe kostete etwa so viel wie eine Gans – sowie die klare Sprache und die praktische Gliederung machten das Werk für breite Bevölkerungsschichten zugänglich.
In seiner Wirkung lässt sich der Granat-Apffel mit den populärsten medizinischen Kompendien der Zeit vergleichen, etwa dem später erschienenen Neu-eröffneter Haus- und Land-Apothecker von Johann Georg Krünitz oder dem Haushaltungs-Buch von Maria Susanna Kübler. Für das 18. Jahrhundert ist Eleonora Maria Rosalia von Eggenberg damit eine der meistgelesenen Sachbuchautorinnen im deutschsprachigen Raum – und eine der ersten Frauen, deren medizinisches Wissen millionenfach vervielfältigt wurde.
Noch 1930 wurde das Buch von einer Gemeindeschwester in Oberschlesien aktiv verwendet, was die außergewöhnliche Langlebigkeit seiner praktischen Relevanz unterstreicht. In einer Zeit, in der weibliche Autorenschaft meist anonym oder pseudonym blieb, ist der Granat-Apffel nicht nur ein medizinischer Bestseller, sondern auch ein bemerkenswertes Zeugnis weiblicher Wissensvermittlung und Autorschaft in der Frühen Neuzeit.